# Dynamisk träning
Dynamisk träning är det vanligaste sättet att träna. Muskeln jobbar aktivt och slappnar sedan av, till exempel genom ett upphopp eller ett tyngdlyft. Motsatsen till dynamisk träning är statisk träning. Vissa vetenskapliga undersökningar tyder på att dynamisk träning är bra för reumatiker.  Dynamisk träning utvecklar en bättre lokal kondition.